# Xã Surrey, Quận Ward, Bắc Dakota
Xã Surrey (tiếng Anh: Surrey Township) là một xã thuộc quận Ward, tiểu bang Bắc Dakota, Hoa Kỳ. Năm 2010, dân số của xã này là 349 người.